# Darkdancer
Albums de Les Rythmes Digitales
Libération
(1996)
Darkdancer est un album de Les Rythmes Digitales, sorti en 1999.

## L'album
La pochette de l'album est de Philip Castle, auteur de l'affiche du film Orange mécanique. Il fait partie des 1001 albums qu'il faut avoir écoutés dans sa vie. 

### Titres
Tous les titres sont de Stuart Price.
- Dreamin' (3:33)
- Music Makes You Lose Control (3:46)
- Soft Machine (3:36)
- Hypnotise (4:52)
- (Hey You) What's That Sound? (4:12)
- Take A Little Time (avec Shannon) (3:29)
- From: Disco To: Disco (3:51)
- Brothers (4:08)
- Jacques Your Body (Make Me Sweat) (3:30)
- About Funk (5:42)
- Sometimes (avec Nik Kershaw) (4:57)
- Damaged People (6:39)